# Шибалкове насіння (оповідання)
"Шибалково насіння" (рос. Шибалково семя)  ― оповідання російського радянського письменника Михайла Олександровича Шолохова, написаний у 1924 році.

## Історія публікації
Оповідання "Шибалково насіння" вперше опубліковано в журналі «Вогник», 8 березня 1925 року, № 11. Входив до авторські збірники «Донські розповіді» 1926 і "Лазурова степ. Донські розповіді". (1931).
Критик і літературознавець, В. В. Васильєв припустив, "що розповідь написаний раніше, 20 листопада, у вересні ― жовтні 1924 року, до від'їзду письменника зі станиці в Москву (перші числа листопада)". Підставою для цього послужив факт цитування в листі Михайла Шолохова до Марії Петрівні від 20 листопада 1924 року стилістичного обороту з оповідання "Катерина і Яків Ів. люб'язні до вищого і до великого ступеня", так як письменник не мав звичаю "проговорювати свої твори до їх матеріального втілення на папері".

## Сюжет
Події, описані в творі, відносяться до січня ― середині березня 1922 року. Розповідь являє собою монолог козака Якова Шибалка про історію появи на світ його дитини. Молодий кулеметник козачої сотні особливого призначення "поимел" жалість до жінки, Дарині, підібраною на дорозі після відходу білих, і взяв її "на тачанку". Між ними виникло взаємне почуття. Дарина готується стати матір'ю. Допомагаючи їй при пологах, ледь не закінчилися смертю героїні. Шибалок чує страшну сповідь: Дарина спеціально подослана в загін, що саме вона винна в загибелі бійців, знищених бандитами. Шибалок розповідає про все товаришам, і ті вирішують її "прикінчити, зовсім з новонародженим кодлом". Герой розуміє, що Дарині не може бути пощади ("Вб'ю я її не з страху, а по совісті"), але просить зберегти життя дитині ("У вас дружини і діти є, а у мене, окрім його, нікого не виявляється..."), якого більше року потім возить з собою в тачанці.
Використовуючи у творі форму оповіді, Шолохов свідомо відмовляється від объективированного зображення героя, дає йому можливість самораскрыться, що дозволяє читачеві за жорстокістю (саме він розстрілює мати щойно народженої дитини) роздивитися яскраву і самобутню особистість, від природи наділена такими рисами, як почуття жалості і співчуття ― спочатку до Одарки, а потім і до дитини. У цьому поєднанні звички вбивати і прагнення до життєвої нормі, до людського спорідненості проявляється в кінцевому підсумку вся складність і внутрішня суперечливість його натури.

## Персонажі
- Дарина ― мати сина головного героя Шибалка, заслана бандитами в червоноармійську сотню особливого призначення для збору відомостей. Помирає від рук Шибалка після свого зізнання у шпигунстві.

- Дитя ― безіменний син Дарії і Шибалка.

- Добра громадянка ― безіменний персонаж, зав. дитячим будинком, куди приносить Шибалок свого маленького сина.

- Козаки із сотні ― безіменні червоноармійці сотні, в якій служить Шибалок.

- Сотенний ― безіменний персонаж, командир Шибалка, запропонував вигнати Дарину з сотні.

- Шибалок Яків ― червоноармієць-кулеметник сотні особливого призначення, головний герой оповідання і оповідач. Бере до собі на тачанку "постраждалу від банди" Дарину, у якої від нього народжується син. За наполяганням сотні вбиває матір своєї дитини після її зізнання у шпигунстві.

## Адаптації
За мотивами оповідань "Шибалково насіння" і "Родимка" Михайла Шолохова у 1964 році на кіностудії "Ленфільм" знято художній фільм "Донська повість". Режисер-постановник В. А. Фетін, сценарій А. Витоля.